# Jérémy Chardy
Jérémy Chardy (n. 12 februarie 1987, Pau, Aquitaine, Franța) este un fost jucător profesionist de tenis din Franța. Cea mai bună clasare a carierei a fost locul 25 mondial. A câștigat cu Franța Cupa Davis (în 2017) și un titlu ATP la simplu.  

## Legături externe
Materiale media legate de Jérémy Chardy la Wikimedia Commons
- en Jérémy Chardy la Association of Tennis Professionals
- en Jérémy Chardy la Olympedia.org